# تاورت تنرو
تاورت تنرو، هي ملكة مصرية قديمة غير حاكمة أو زوجة ملك عاشت خلال عهد الأسرة العشرين، ومن المرجح أن تكون زوجة الملك رعمسيس الخامس.

## ذكرها
تم ذكر الملكة تاورت تنرو في بردية ويلبور، وهي وثيقة مؤرخة بعهد الملك رعمسيس الخامس. واستنادا إلى هذه الوثيقة، يُعتقد أن تاورت تنرو كانت زوجة لهذا الملك، ولكن من الممكن أنها ترجع إلى فترة سابقة له.